# Putgarten
 Ikke at forveksle med Puttgarden.
Putgarten er en by og kommune i det nordøstlige Tyskland, beliggende under Landkreis Vorpommern-Rügen på øen Rügen. Landkreis Vorpommern-Rügen ligger i delstaten Mecklenburg-Vorpommern.
Området er den nordligste kommune i Mecklenburg-Vorpommern. Til kommunen hører bebyggelserne Arkona, Fernlüttkevitz, Goor, Nobbin, Vitt og Varnkevitz.
Putgarten var en bosættelse for den vendiske stamme Ranen. Navnet Putgarten betyder Am Fuße der Burg (Ved borgens fod), som hentyder til Jaromarsburg, der var hjemsted for en Svantevit-helligdom.

- Wikimedia Commons har flere filer relateret til Putgarten